# Boarding Gate
Pour plus de détails, voir Fiche technique et Distribution.
Boarding Gate est un film français réalisé par Olivier Assayas, sorti en France le 22 août 2007.

## Synopsis
Une ex-call girl italienne, Sandra (Asia Argento), revoit son ancien amant Miles (Michael Madsen), un financier international. Leur relation est faite de fascination et répulsion mutuelle, d'attraction sexuelle et pécuniaire qui les conduit à des jeux dangereux et des rapports pervers. Après avoir assassiné Miles et en raison de sa propre implication dans un trafic de drogue, Sandra est obligée de partir pour Hong Kong, où elle échappe elle-même plusieurs fois à des tueurs, puis découvre qui est le véritable commanditaire du meurtre qu'elle a commis.

## Fiche technique
- Titre : Boarding gate
- Réalisation : Olivier Assayas
- Scénario : Olivier Assayas
- Photographie : Yorick Le Saux
- Son : Daniel Sobrino
- Production :  Canal + TPS Star
- Montage : Luc Barnier
- Costumes : Anaïs Romand
- Pays d'origine :  France
- Langue : anglais, français
- Format : couleur
- Genre : thriller
- Durée : 105 minutes
- Date de sortie : 22 août 2007

## Distribution
- Asia Argento (VF : Olivia Dalric) : Sandra
- Michael Madsen : Miles Rennberg
- Kelly Lin : Sue Wang
- Carl Ng : Lester Wang
- Joana Preiss : Lisa
- Alex Descas : Andrew
- Kim Gordon : Kay

## Autour du film
Dans la présentation à Cannes sur son film, Olivier Assayas a indiqué : 
« Je m’étais intéressé à un fait divers qui m’avait semblé tout droit sorti de Demonlover, l’assassinat du financier Édouard Stern au terme d’une séance de sado-masochisme. Sa maîtresse, la principale suspecte, avait aussitôt fui à l’autre bout du monde, en l’occurrence en Australie, avant de revenir en Europe après quelques jours. Je n’ai pas tellement approfondi la question, mais ça m’a donné le déclic d’une histoire de meurtre construite autour de relations sexuelles ambiguës, avec pour sous-texte le monde de la finance moderne. Et puis la fuite d’une femme qui tente d’échapper à la fois à un meurtre, à l’Europe, au passé. Réussira-t-elle à survivre comme Vortex, la super héroïne contrôlant les autres, qu'elle a jadis créée ? »
.

## Distinctions
- Boarding Gate a été sélectionné, hors compétition, au festival de Cannes 2007.